# Johann Sigismund von Nesselrode-Ehreshoven
Johann Sigismund Adolf Bertram Freiherr von Nesselrode-Ehreshoven (* 1635; † 10. März 1703 in Hildesheim) war Domherr in Münster.

## Leben

### Herkunft und Familie
Johann Sigismund Adolf Bertram von Nesselrode-Ehreshoven entstammte als Sohn des Matthias von Nesselrode-Ehreshoven (1592–1670) und dessen Gemahlin Maria Elisabeth von Wylich († 1656) dem westfälischen Adelsgeschlecht von Nesselrode. Aus diesem, welches seinen Stammsitz von 1396 bis 1921 im Schloss Ehreshoven hatte, sind zahlreiche Amtmänner und Räte in bergischen Diensten sowie Domherren und Kanoniker hervorgegangen. Johann Sigismund hatte sieben Geschwister: Anna Catharina (Kanonisse in Rintrup) und Anna Johanna Sebastiana (⚭ Franz Wessel von der Recke), Franz, Johann Matthias, Johann Salentin, Johann Bertram und Johann Wilhelm.

### Wirken
Am 31. Dezember 1665 erhielt Johann Sigismund vom Domdechanten die Provision für die Dompräbende, auf die sein Bruder Johann Salentin zuvor verzichtet hatte. Am 18. Mai 1666 wurde er für die münstersche Präbende präsentiert und auf die Geschlechter Nesselrode, Wylich, Loe und Brempt aufgeschworen. Im Jahr darauf verzichtete Johann Sigismund. Dieser Verzicht wurde jedoch nicht wirksam, weil er in Orléans ausgestellt war. Durch päpstliches Urteil gelangte Christoph Heidenreich Droste zu Vischering in den Besitz der Pfründe. Am 19. Dezember 1674 wurde Johann Sigismund aufgrund päpstlichen Zuspruchs für die Präbende des Domherrn Friedrich Anton von Wylich präsentiert. Nach dem Verzicht im Jahre 1679 wurde er nochmals am 2. September 1688 für die Präbende des verstorbenen Domherrn Ignaz von Wolff-Metternich präsentiert. Johann Sigismund war auch Domherr in Hildesheim.